# Humboldtgraben
Der Humboldtgraben ist ein mit Gletschereis angefülltes und rund 30 km langes Tal im ostantarktischen Königin-Maud-Land. Es liegt mit nordsüdlicher Ausrichtung zwischen dem Alexander-von-Humboldt-Gebirge und den Petermannketten im Wohlthatmassiv.
Entdeckt und benannt wurde das Tal bei der Deutschen Antarktischen Expedition 1938/39 unter der Leitung des Polarforschers Alfred Ritscher. Namensgeber ist der deutsche Naturforscher Alexander von Humboldt (1769–1859).